# Монодия
Моно́дия (греч. μονῳδία — пение или декламирование в одиночку) — музыкальный склад, специфическим фактурным признаком которого является одноголосное пение или исполнение на одноголосном музыкальном инструменте (в многоголосной форме — с дублировками в октаву или унисон).

## Характеристика
В отличие от одноголосно исполняемых новоевропейских мелодий, так или иначе обрисовывающих или подразумевающих тональные функции (например, мелодии песен Ф. Шуберта или романсов П. И. Чайковского), аутентичные произведения монодического склада не предполагают гармонизации — закономерности их звуковысотной структуры современная наука объясняет имманентно, как правило, с позиций модальности. Таким образом, монодические сочинения — не то же самое, что одноголосные сочинения. В теории музыки монодия противопоставляется гомофонии и полифонии.
Монодической по складу была античная (древнегреческая и древнеримская) музыка. Монодичны песни европейских менестрелей — трубадуров, труверов (в начальный период) и миннезингеров, древнейшие традиции богослужебного пения в христианской церкви: григорианский хорал, византийские и древнерусские распевы, средневековые паралитургические песни — итальянские лауды, испанские и португальские кантиги, одноголосные кондукты и лэ, все региональные формы восточного макамата (азербайджанский мугам, персидский дестгях, арабский макам и т.д.).

## Монодия в музыке раннего барокко
Словом «монодия», по аналогии с античной монодией, западные музыковеды начиная с первых десятилетий XX века называют сольное пение с инструментальным сопровождением (как правило, ограниченным цифрованным басом), то есть пьесы преимущественно гомофонного склада, которые наблюдаются в итальянской и немецкой музыке раннего барокко (приблизительно между 1600 и 1640 годами) — арии, мадригалы, мотеты, канцонетты и др. При этом сочинения указанных жанров для двух и трёх голосов, написанные в той же стилистике и в той же композиционной технике (использование basso continuo, преобладающий гомофонный склад, мажорно-минорная тональность, тактовая «акцентная» метрика и т.д.), что и сочинения для одного голоса, «монодиями» музыковеды не называют.
Для отличия монодического склада (одноголосия) от раннебарочной монодии (т.е. многоголосной музыки) в современном англоязычном музыкознании рекомендовано использовать разные термины: для артефактов первого типа — англ. monophony, для второго — англ. monody. В русском языке термин «монофония» закрепился в лексиконе звукозаписывающей индустрии и в значении одноголосного склада музыковедами не используется.
Термин «монодический стиль» (лат. stylus monodicus) вместо распространённого в описываемую эпоху «речитативный стиль» (лат. stylus recitativus) по отношению к музыке Каччини, Пери и Монтеверди в 1647 году предлагал Дж.Б. Дони. Сами композиторы XVI—XVII вв. свои гомофонные пьесы «монодиями» не называли.

## Монодия в филологии и литературоведении
Словом «монодия» филологи-античники называют сольное пение (в отличие от хорового). Хотя этимологически такое употребление слова может быть оправдано, с точки зрения музыкальной  количество голосов (представляющих собой унисонные или октавные дублировки одного и того же голоса или партии музыкального инструмента) не определяет и не меняет специфику древнегреческой монодии как особой звуковысотной, ритмической, технико-композиционной системы.
В византийской литературе монодия также — «плач», произведение, посвящённое описанию трагического события в форме траурной оды, например, «Монодия на падение Константинополя» Иоанна Евгеника, «Монодия на павших в Фессалонике» Димитрия Кидониса.